# Walbrook Institute London
Walbrook Institute London (vormals The London Institute of Banking & Finance (LIBF)) ist eine Privatuniversität in London, Vereinigtes Königreich.

## Überblick
Das 1879 als  Institute of Bankers  gegründete The London Institute of Banking & Finance (LIBF) ist eine vollständig online arbeitende Institution.
Im Juni 2023 hat die IU Gruppe, die Holding der IU Internationale Hochschule, die LIBF übernommen. Das London Institute of Banking & Finance (LIBF) wurde am 2. April 2025 umfirmiert in Walbrook Institute London.
Die Fernhochschule bietet Bachelor- und Postgraduiertenstudiengänge für britische und internationale Studierende auf Teilzeit- und Vollzeitbasis an. In den Fernstudiengängen werden traditionelle Bank- und Finanzprogramme in den Bereichen Wirtschaft, Management, Datenwissenschaft und Finanzen mit Fokus Unternehmensmanagement und digitale Technologien unterrichtet. Finanzbildungsangebote werden weiter auch unter der Marke LIBF vermarktet.